# Florent Brard
Florent Brard (Chambray-lès-Tours, 7 febbraio 1976) è un ex ciclista su strada francese che ha corso dal 1999 al 2009, trionfando due volte nel campionato nazionale.

## Palmarès
- 1996 (dilettanti)

Chrono des Nations U23
Ruban Nivernais Morvan
- 1997 (dilettanti)

Parigi-Chauny
- 2001 (Festina, quattro vittorie)

Campionato francese, Prova a cronometro
Cholet-Pays de Loire
Parigi-Bourges
5ª tappa Étoile de Bessèges (Bessèges > Bessèges)
- 2004 (Chocolade Jacques, due vittorie)

4ª tappa Giro della Provincia di Lucca (Castelnuovo di Garfagnana > Altopascio)
2ª tappa Parigi-Corrèze (Saint-Amand-Montrond > Châtel-Guyon)
- 2005 (Agritubel, tre vittorie)

Les Monts du Luberon-Trophée Luc Leblanc
3ª tappa Circuit de la Sarthe
Parigi-Troyes
- 2006 (Caisse d'Epargne, una vittoria)

Campionato francese, Prova in linea

### Altri successi
- 2001 (Festina)

Grand Prix EnBW (cronocoppie con Christophe Moreau)
Mémorial Josef Voegeli (cronocoppie con Christophe Moreau)
- 2006 (Caisse d'Epargne)

Classifica montagna Quatre Jours de Dunkerque
Critérium du Guidon d'Or d'Hellemmes
- 2007 (Caisse d'Epargne)

1ª tappa Tour Méditerranéen (Gruissan, cronosquadre)
1ª tappa Volta Ciclista a Catalunya (Salou, cronosquadre)

## Piazzamenti

### Grandi giri
- Giro d'Italia

2004: 108º
- Tour de France

2005: 100º
2006: ritirato (20ª tappa)
2008: 119º
- Vuelta a España

2000: ritirato (11ª tappa)

### Classiche monumento
- Giro delle Fiandre

2006: ritirato
2007: ritirato
2009: 96º
- Parigi-Roubaix

1999: 46º
2000: fuori tempo massimo
2001: 38º
2002: ritirato
2005: 7º
2006: 85º
2007: 44º
2009: 35º
- Liegi-Bastogne-Liegi

2000: ritirato
2004: ritirato
2008: 123º
- Giro di Lombardia

2008: 90º